# Hoàng Thị Cùc

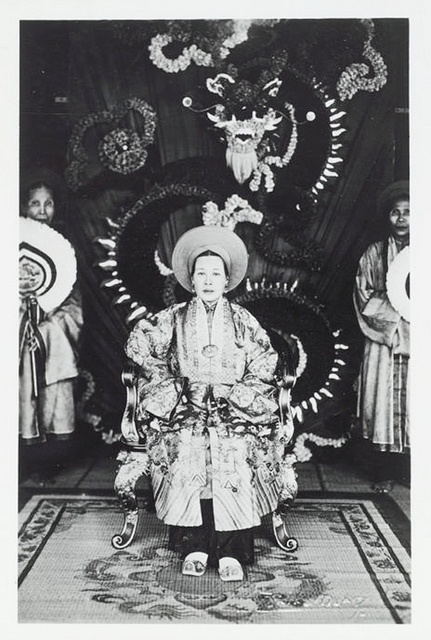
Hoàng Thị Cùc

Hoàng Thị Cùc, Kaiserinwitwe Đoan Huy (* 28. Januar 1890; † 9. November 1980) war eine Konkubine des Kaisers Khải Định der Nguyễn-Dynastie. Durch die Geburt des Thronfolgers und späteren Kaisers Bảo Đại wurde sie Kaiserinwitwe.

## Leben

### Konkubine des Kaisers
Im Jahr 1913 heiratete sie Khai Dinh und gebar ihm am 22. Oktober 1913 seinen einzigen Sohn, den späteren Kaiser Bảo Đại. Am 17. Mai 1916 wurde ihr Gemahl Kaiser, unter seiner Regentschaft stieg sie im Harem immer weiter auf. Ihr Mann starb am 6. November 1925.

### Als Kaiserinwitwe
Als ihr Sohn die Regentschaft übernahm, machte er sie am 20. März 1933 zur Kaiserinwitwe Đoan Huy. 1934 heiratete Bảo Đại und seine Frau wurde zur Kaiserin Nam Phương.

### Verhältnis zur Kaiserin und späteres Leben
Die Kaiserinwitwe pflegte ein sehr angespanntes Verhältnis zu ihrer Schwiegertochter Kaiserin Nam Phương, diese Differenzen basierten hauptsächlich auf der Religion der Kaiserin, diese war Katholikin. Die Kaiserin weigerte sich, an buddhistischen Ritualen im Palast teilzunehmen, was zunehmend den Unmut der Kaiserinwitwe auf sie zog. Die Kinder des Kaiserpaares wurden katholisch getauft, weil die römisch-katholische Kirche Nam Phương Exkommuniziert hätte. Zum Missfallen der Kaiserin versuchte die Kaiserinwitwe die Kinder buddhistisch zu erziehen, was zu einer Verschärfung der schlechten Beziehung führte. Noch dazu wurden die Kinder in französischer Sprache unterrichtet, was der Kaiserinwitwe nicht gefiel, da sie die Gespräche ihrer Enkel mit ihrer Mutter nicht verstand.
Es ging sogar so weit, dass die Kaiserinwitwe die Geliebte des Kaisers vorzog und sie als offizielle Konkubine anerkannte, denn sie war Buddhistin. Nach der Abdankung des Kaisers 1945 und dem Ende der Nguyen-Dynastie lebte seine Mutter in der Nähe, um bei ihren Enkeln zu sein, das respektvolle Verhalten der Kaiserin führte zu einer langsamen Verbesserung der Beziehung. Die Kaiserinwitwe blieb bis zu ihrem Tod in Vietnam, ihr Sohn wanderte, nachdem er als Staatsoberhaupt von Südvietnam abgesetzt wurde, endgültig nach Frankreich aus.